# 神島灯台

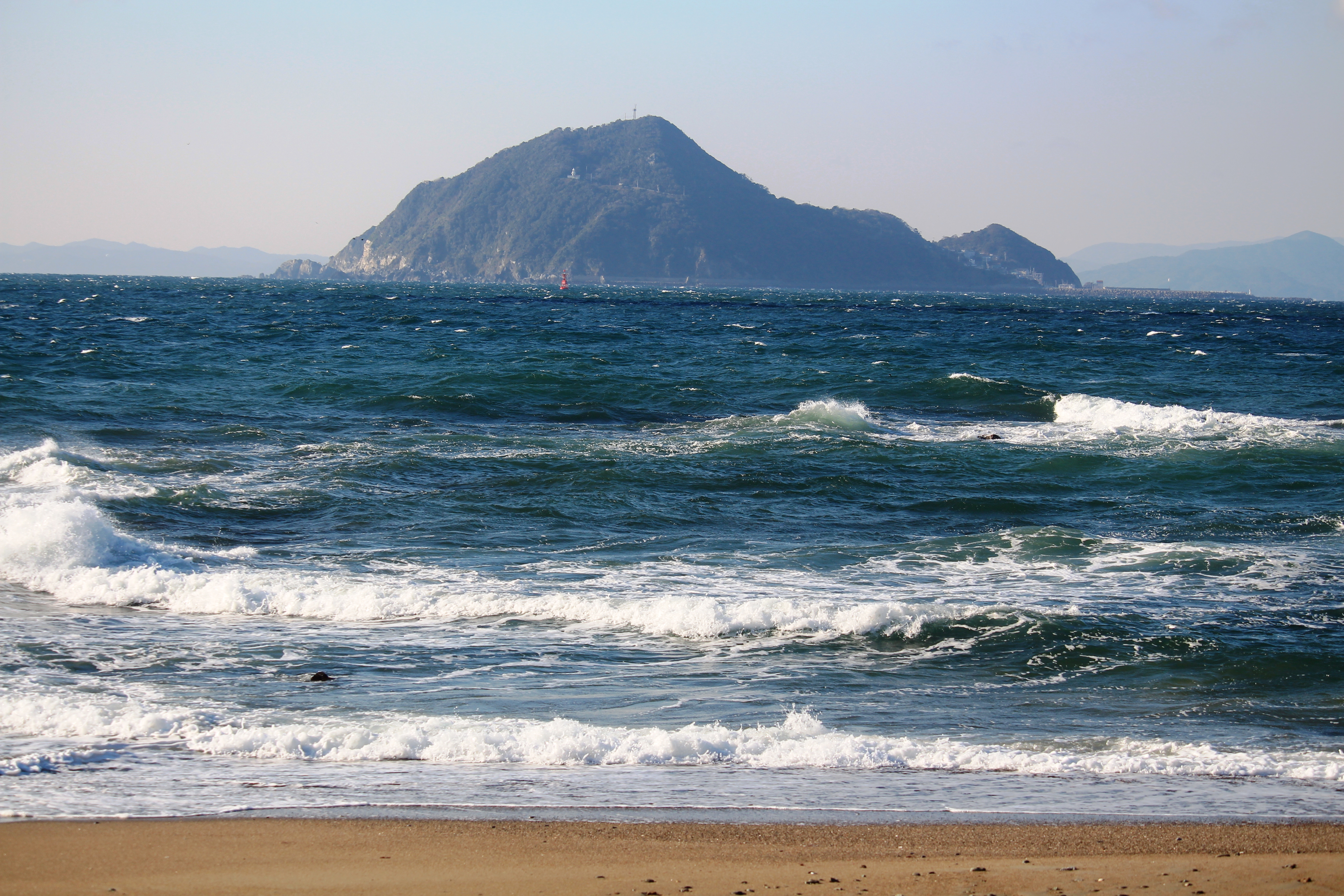
東側の伊良湖岬から望む神島のシラヤ崎の上部の中腹にある神島灯台

神島灯台（かみしまとうだい）は、三重県鳥羽市神島町にある灯台である。標識種別は中型。

## 歴史
神島と伊良湖岬の間は日本の三海門の一つとされる伊良湖水道で、「阿波の鳴門か音戸の瀬戸か伊良湖度合が恐ろしや」と船頭歌に歌われる海の難所とされていた。
江戸時代に酒田から江戸への西廻海運を確立した河村瑞賢の提案により、江戸幕府が1672年（寛文12年）に鳥羽湾口の菅島に御篝堂（おかがりどう）を、神島に御燈明堂を作り、三重県での灯台の前身となった。
菅島の御篝堂は修理を重ね、1873年（明治6年）に日本で20番目の近代灯台となった菅島灯台と交代したが、神島の燈明堂は廃止された。
1908年（明治41年）7月に伊良湖水道で戦艦「朝日」が、のちに朝日礁と名付けられる暗礁に座礁したことから神島に灯台が必要と判断され、翌1909年（明治42年）に神島灯台の建設が始まり、1910年（明治43年）5月1日に点灯を開始した。光源は当時主流であった石油ランプではなく、吸入式ガス原動機の発電による電灯で、1901年（明治34年）に点灯した青森県の尻屋埼灯台に次ぐ第2号の電気式灯台となった。なお、タングステンフィラメントを用いた白熱電球を光源とする灯台としては神島灯台が日本初である。
1912年（明治45年）には、伊良子水道を通過する船舶の状況を本土へ連絡するため、無線電話が世界で初めて実用化された。当時の通信省電気試験所の技術者である鳥潟右一、横山英太郎、北村政治郎3名の頭文字からTYK式無線電話機と呼ばれた通信機により、神島から答志島を経由し本土と通信した。当初海底にケーブルを敷設し有線電信を行なうことが計画されたが、運用及び保守の経費で無線が有利であると判断された結果、無線方式が選択された。この無線電話は船舶の通過報以外に、島民の公衆通信としても利用された。
1915年（大正4年）には4馬力の石油発動機による発電へと更新された。1967年（昭和42年）3月に近代化のために改築され、鉄筋コンクリートの灯台となった。また、この灯台には暗礁（神島コヅカミ礁）の照射灯が併設されている。
1998年（平成10年）11月1日、第50回灯台記念日の行事として、日本の灯台50選を選ぶ投票が行なわれ、神島灯台は菅島灯台とともに日本の灯台50選に選定された。
2006年（平成18年）3月に第4等フレネル式三連閃光レンズからLU-M型灯器に交換される。2011年（平成23年）9月24日、実用無線電話100周年を記念して、TYK式無線電話を製造していたアンリツの社内サークルのメンバーを中心として記念局が1日限りで設置された。この記念局では、日本全国に向けて、先人の功績を紹介する放送を発信した。

## 交通アクセス
鳥羽市の市営定期船で鳥羽港から神島漁港への航路が開設されている。神島漁港から神島を1周する近畿自然歩道が整備されていて、徒歩で訪問することができる。